# Валтаггио, Лиза
Ли́за Валта́ггио-Дже́ксон (англ. Lisa Vultaggio-Jackson; 20 января 1973, Ванкувер, Британская Колумбия, Канада) — канадская актриса.

## Биография
Лиза Валтаггио родилась 20 января 1973 года в Ванкувере (провинция Британская Колумбия, Канада) в семье итальянского происхождения.
В 1991 году Лиза начала сниматься в кино. За 10 лет своей кинокарьеры, до 2001 года, Валтаггио сыграла 15 ролей в фильмах и телесериалах, после чего окончила карьеру актрисы.
С 21 июня 2002 года Лиза замужем за актёром Джонатаном Джексоном (род.1982), с которым она встречалась 3 года до их свадьбы. У супругов есть трое детей: сын Кейлеб Майкл Джексон (по другим данным Кейлеб Натаниэль Джексон; род.21.06.2003), дочь Адора Элизабет Джексон (род.летом-в сентябре 2005) и ещё один сын — Титус Гэбриел Джексон (род.07.10.2010).

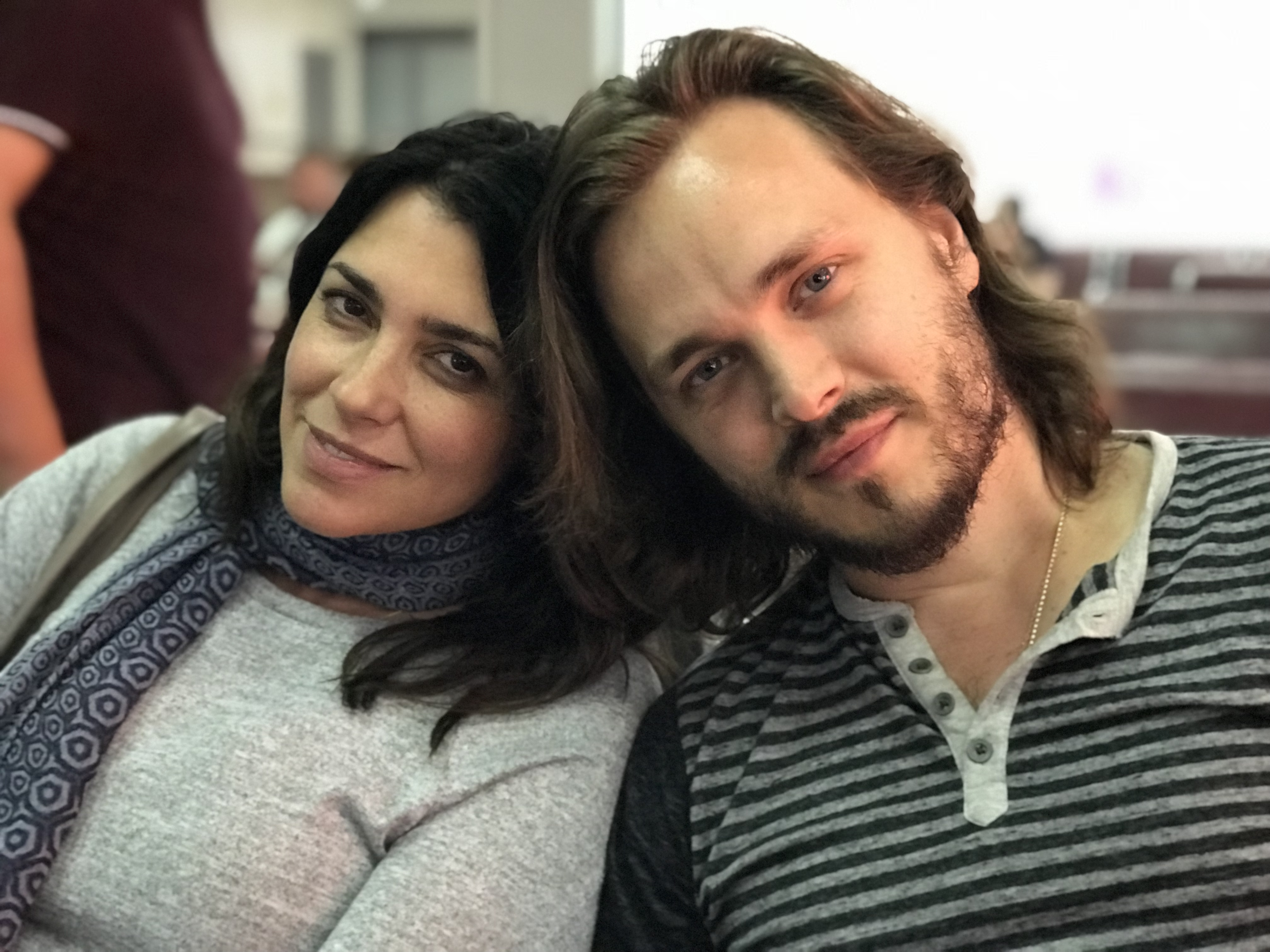
Элиза Валтаггио и Джонатан Джексон